# Кадер, Мохамед
Мохамед Абде́ль Каде́р Кубаджа Туре́ (фр. Mohamed Abdel Kader Coubadja Touré; 8 апреля 1979, Сокоде, Того) — тоголезский футболист, нападающий. Выступал за сборную Того.

## Клубная карьера
Начал карьеру в «Этуаль Филанте де Ломе», затем выступал в тунисском «Бизертене». В 1998 году перешёл в «Парму», где так и не сыграл ни одного матча. В сезоне 2003/04 он забил 19 голов в 35 матчах за швейцарский клуб «Серветт» и был выбран лучшим игроком Того из числа выступающих за рубежом. В 2005—2008 годах (с перерывом в 2007 г.) выступал за французский клуб «Генгам».

## Международная карьера
Выступая за сборную Того, он помог ей выйти в финал чемпионата мира 2006, впервые в истории. Он также забил первый гол команды на чемпионатах мира в проигранном матче с Южной Кореей. Кадер стал звездой в Того после забитого мяча на Кубке африканских наций 1998 против Ганы. Это была первая победа сборной на этом турнире за всю её историю. Он также играл на этом турнире в 2000, 2002 и 2006 годах.